# Absurd (niemiecki zespół muzyczny)
Absurd – niemiecka grupa muzyczna wykonująca black metal.

## Muzycy
Obecny skład zespołu
- „Wolf” – gitara basowa, śpiew
- „Unhold” – instrumenty perkusyjne

Byli członkowie zespołu
- Sebastian Schauseil „DMD” lub „Schatten” – gitara basowa, gitara elektryczna, śpiew
- Hendrick Albert Viktor Möbus „JFN” – instrumenty perkusyjne
- Andreas K. – gitara basowa
- „Tormentor” – gitara elektryczna

### Muzycy sesyjni
- „Ragnare” – śpiew podczas koncertów (Totenburg)

## Dyskografia

### Dema
- 1992 God’s Death
- 1993 Death From the Forest
- 1993 'Sadness
- 1993 Thuringian Pagan Madness
- 1994 Out of the Dungeon
- 1994 Uebungsraum
- 1999 Sonnenritter

### Kompilacje
- 1994 God’s Death / Sadness

### Minialbumy
- 1995 Thuringian Pagan Madness
- 1999 Asgardsrei
- 2004 Raubritter
- 2005 Grimmige Volksmusik

### Splity
- 1996 Totenburg / Die Eiche
- 2002 Wolfskrieger/Galdur Vikodlaks

### Albumy studyjne
- 1996 Facta Loquuntur
- 2001 Werwolfthron
- 2003 Totenlieder
- 2005 Blutgericht
- 2008 Der Funfzehnjahrige Krieg

### Single
- 2005 Ein kleiner Vorgeschmack